# Sicile (thème)
Pour les articles homonymes, voir Sicile (homonymie).
Le thème de Sicile (en grec : θέμα Σικελίας) est un thème byzantin créé entre 687 et 695. Il fait partie de l'« Italie byzantine » et représente un territoire de l'Empire romain d'Orient où la tradition latine et religieusement, le rite latin se maintiennent, et où le latin et le grec se partagent le rôle de langue officielle et liturgique. 

## Histoire

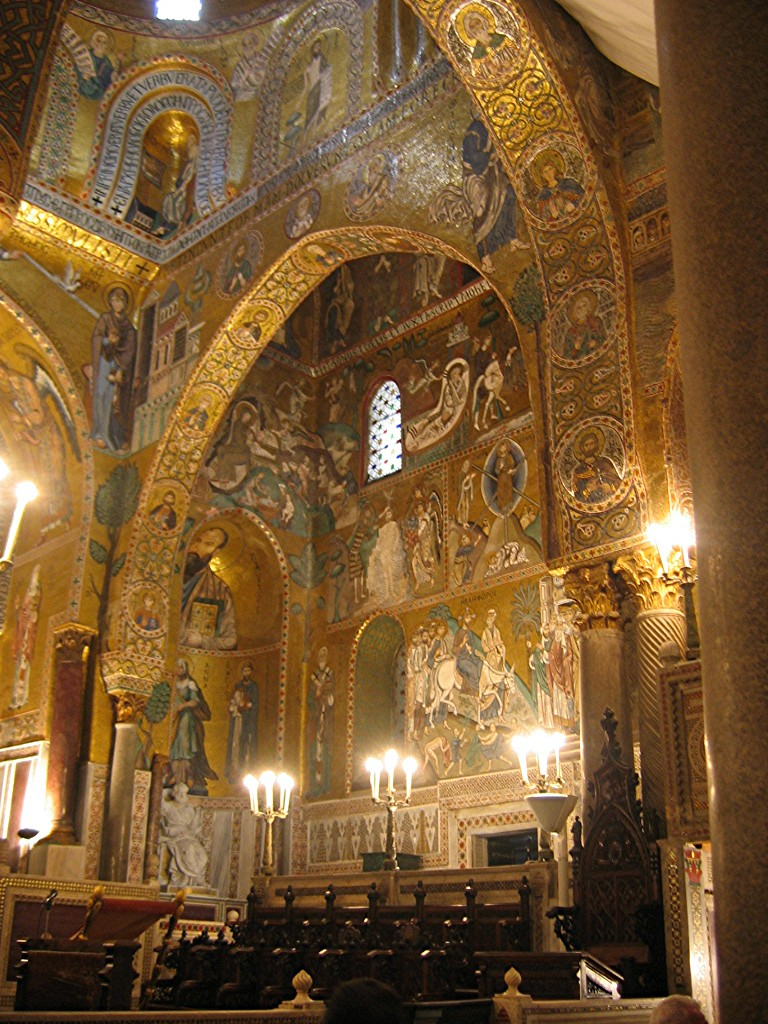
Intérieur de la chapelle palatine de Palerme. Le décor de mosaïques et de stucs témoignent du mélange des influences byzantines en Sicile.

Après la prise de Palerme et la conquête totale de l'île, celle-ci dispose d'un statut spécial créé par Justinien Ier et entretient des relations proches avec Constantinople. Le premier stratège connu de l'île est Salventios, à qui succède Théophylacte, qui arrive en Sicile entre 698 et 701. Issu du corps des eunuques impériaux, il est aussi le premier parakoimomène connu. En 710, c'est Théodore qui prend la place de stratège et il est chargé de réprimer la révolte de Ravenne. Il devient alors exarque d'Italie. En 717, des rumeurs font état de la prise de Constantinople par les Arabes. En réaction, les Siciliens nomment un certain Serge comme prétendant au trône impérial. Celui-ci se soumet très vite à l'empereur et se réfugie auprès des Lombards avant l'arrivée des troupes du nouveau stratège de l'île, Paul. Il est possible que Serge soit redevenu stratège de l'île en 731 et qu'à cette époque, il combatte la politique iconoclaste de Léon III. À l'image de Théodore, le stratège Paul devient exarque de Ravenne à partir de 723 et jusqu'en 726. Au cours de son mandat de stratège, Paul échoue à empêcher un raid musulman en 720/721. Après le retour de Serge au poste de stratège jusqu'en 735, c'est le logothète du Drome Antiochos qui est nommé en Sicile vers les années 760. Occupant un poste au bureau des affaires extérieures, il est envoyé en Sicile à l'heure où les positions italiennes de l'empire sont de plus en plus menacées par les Lombards et les Francs.
À la suite de la chute de l'exarchat de Ravenne, le stratège de Sicile hérite de ses charges en termes de supervision de la politique impériale en Italie. En 763, il semble remporter une importante victoire contre une flotte sarrasine venue d'Afrique mais il échoue dans ses négociations avec les Francs concernant le sort de l'Italie. C'est probablement pour cette raison qu'il s'allie avec le stratège de la Thrace pour renverser Constantin V et préserver sa place au sein de l'État. Si cette rébellion de 766 reste floue, elle n'en démontre pas moins l'importance politique du stratège de la Sicile. Ce complot ne dépasse pas le stade du projet mais permet à Constantin V de justifier l'arrestation de hauts dignitaires ecclésiastiques iconodoules. Certaines sources indiquent qu'Antiochos serait resté en Sicile jusque vers les années 780. À cette date, c'est Elpidios qui est nommé à la tête de l'île en février 781. Toutefois, sa participation au complot de 780 visant à soutenir le fils de Constantin V Nicéphore contre Irène l'Athénienne n'est connue qu'en avril 781, date à laquelle il est démis de ses fonctions. Elpidios tente d'entrer en rébellion mais il est vaincu en 782 et se réfugie en Afrique avec le duc de Calabre, où il est nommé empereur des Romains. Cette rébellion est de nouveau la preuve du poids politique du thème sicilien.
C'est un certain Théodore qui réprime la révolte d'Elpidios et devient stratège en 782. Il abandonne la politique d'alliance avec Naples et le Bénévent pour se tourner vers la papauté avant de s'opposer frontalement à la politique de Charlemagne au Bénévent (chacun des empires soutenant un prétendant différent). En 797, Théodore est remplacé par Nicétas, un fidèle d'Irène l'Athénienne. Cette nomination est due avant tout à la nécessité pour Irène de s'assurer de la loyauté de l'Italie avant son coup d'État contre son fils Constantin VI. En 799, Nicétas est remplacé par Michel Ganglianos, un autre fidèle d'Irène, qui organise la défense de la Sicile contre une éventuelle attaque de Charlemagne. Les successeurs de Michel continuent de mener une activité diplomatique intense avec les Francs, notamment avec l'avènement sur le trône de Nicéphore qui tient à mener une politique de fermeté contre les Francs.
Cette importance de la Sicile dans les relations byzantino-franques est soulignée par l'importance des sources franques dans la recherche des différents stratèges ayant opéré en Sicile sous la domination byzantine. En effet, les sources byzantines ne s'intéressent à la Sicile que dans la mesure où son stratège est capable de menacer le trône de l'empereur. La Sicile possède donc une importance stratégique de premier plan pour les Byzantins mais constitue aussi un danger pour le pouvoir de l'empereur de par ses révoltes régulières (troisième thème le plus concerné par les révoltes au cours du VIIIe siècle). Toutefois, ces révoltes ne concernent pas obligatoirement un rejet de l'autorité impériale. Ainsi, celle de 766 concerne uniquement le stratège Antiochos qui tient à sauvegarder sa place et celle de 780-782 concerne en partie la succession d'Irène, comme les événements conduisant à la mort vers 821, du « patrice » Grégoire, stratège du thème depuis 813, concerneraient la légitimité de l'accession au pouvoir de Michel II. Euphèmios, après avoir semble-t-il été stratège de l'île à cette époque, tue le nouveau représentant de l'empereur, Constantin Souda, nommé en 826, et se fait proclamer empereur par ses troupes avant de demander le soutien militaire des musulmans de l'Ifriqiya.
On peut noter aussi la spécificité du recrutement des stratèges byzantins dont aucun n'est étranger et qui sont souvent issus du corps des eunuques. Cela s'explique par l'importance maritime du thème alors que les stratèges étrangers sont souvent issus de corps terrestres. De plus, la Sicile est avant tout impliquée dans des questions diplomatiques et financières. Enfin, les stratèges sont souvent issus du patriciat, ce qui indique l'importance du thème, bien que le Taktikon Uspensky de 842/843 place la Sicile comme 14e thème en ordre d'importance. Ce décalage s'explique par la faiblesse relative de l'armée dont dispose le stratège de Sicile, dont le rôle est avant tout diplomatique, à la différence des grands thèmes d'Asie Mineure qui doivent faire face à la menace musulmane plus périlleuse pour la survie de l'empereur. De surcroît, à partir de 827, la Sicile fait face à l'invasion des Arabes qui s'emparent de Palerme en 831. Là, ils établissent une principauté arabe qui grignote progressivement les territoires byzantins en Sicile. Ainsi, les Arabes prennent Messine en 842 puis Syracuse en 878 au terme d'un siège lors duquel le pouvoir central byzantin mobilise peu de ressources pour sauver la capitale du thème et, enfin, Taormine en 902, la dernière place byzantine importante en Sicile, ce qui marque la fin de l'existence du thème.